# George Everest

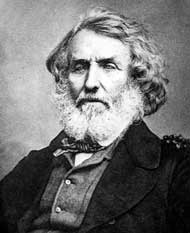
George Everest

Sir George Everest [ˈiːvrɨst], (* 4. Juli 1790 in Crickhowell, Powys, Wales; † 1. Dezember 1866 in London) war ein britischer Geodät und Offizier. Er war viele Jahre Leiter der Großen Trigonometrischen Vermessung Indiens und Surveyor General of India.  Nach ihm wurde der Mount Everest benannt.

## Leben und Wirken
George Everest wurde am 4. Juli 1790 im Gwernvale Manor nordwestlich des walisischen Ortes Crickhowell geboren. Nach der Schulausbildung am Junior Department des Royal Military College in Great Marlow und an der Royal Military Academy Woolwich trat er 1806 als Kadett in die Dienste der East India Company und segelte im gleichen Jahr nach Indien. Im Rahmen seines Militärdienstes in Bengalen wurde er mit verschiedensten Aufgaben betraut, so unter anderem der zwei Jahre dauernden Vermessung der Insel Java, der Verbesserung der Schifffahrt in den Mündungsarmen des Gangesdeltas und der Leitung des Baus einer Telegraphenleitung von Kalkutta nach Benares.
1817 wurde Everest zum Assistenten der Großen Trigonometrischen Vermessung Indiens unter Oberst William Lambton ernannt, der zu der Zeit sein Quartier in Hyderabad hatte. Everest trat diese Stellung 1818 an. Bei der Arbeit in den ungesunden Regionen des Fürstenstaates des Nizam von Hyderabad erkrankte er aber 1820 so sehr, dass er zur Genesung nach Kapstadt kommandiert wurde.

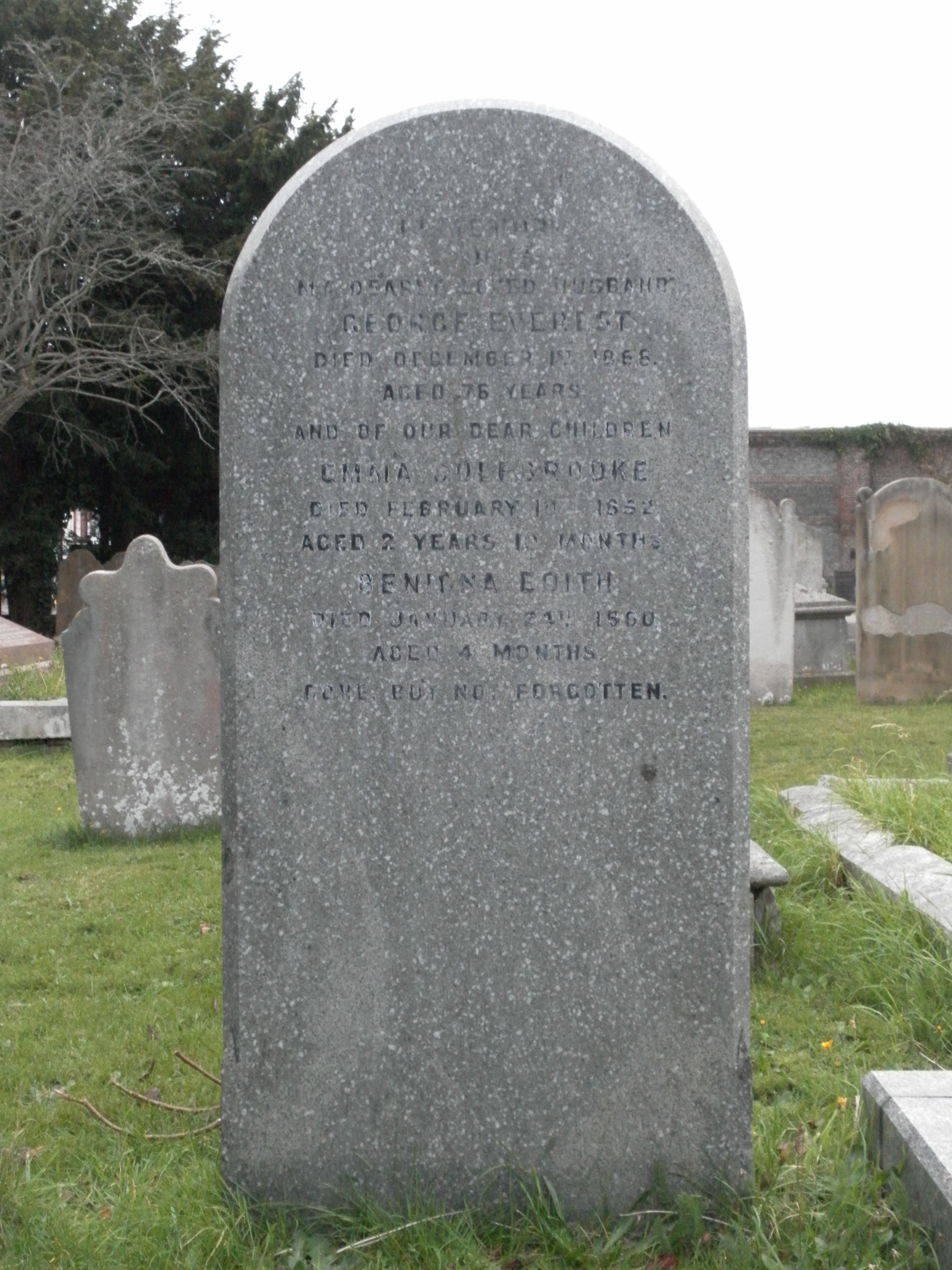
Everests Grab in Hove

Nach Lambtons Tod am 20. Januar 1823 wurde Everest zu dessen Nachfolger ernannt und setzte die Vermessungsarbeiten im mittleren Indien fort. 1825 hatte sich sein Gesundheitszustand jedoch so verschlechtert, dass er nach England zurückkehrte. Im Juni 1830 kehrte er nach Indien zu erheblich umfangreicheren Aufgaben zurück, da er zusätzlich zur Leitung der Großen Trigonometrischen Vermessung auch zum Surveyor-General of India ernannt worden war.
1832 nahm er die ebenfalls von Lambton begonnene indische Meridiangradmessung (The Great Arc) wieder auf, die sich über mehr als 21° von der Südspitze Indiens bis zu den Ausläufern des Himalaya nördlich von Dehradun erstreckte. Dazu verlegte er sein Quartier in ein von ihm nahe Mussorie gebautes Haus. Seinem Wunsch, auch den Sitz des Survey of India dorthin zu verlegen, wurde nicht entsprochen, aber als Kompromiss wurde die Behörde nach Dehradun verlegt, wo sie seitdem ihren Sitz hat. 1841 vollendete er die Arbeiten am Great Arc.
Zwei Jahre später quittierte Everest seinen Dienst in Indien und kehrte nach England zurück, um in den Folgejahren als Mitglied der Royal Society tätig zu sein.
George Everest ist der Onkel der britischen Mathematikerin Mary Everest Boole und Großonkel der britischen Mathematikerin Alicia Boole Stott.
Anfang Dezember 1866 verstarb Everest im Alter von 76 Jahren in London.

## Leistungen
George Everest hat sich fünfundzwanzig Jahre lang trotz teilweise lebensbedrohlicher Krankheiten mit großer Energie, unermüdlicher Ausdauer und mit einem Höchstmaß an Genauigkeit der Fortführung der Großen Trigonometrischen Vermessung und der Vollendung der Meridiangradmessung (The Great Arc) gewidmet, eines der größten wissenschaftlichen Projekte jener Zeit. In dieser Zeit hat er außerdem als Surveyor General dreizehn Jahre lang die allgemeine Vermessung Indiens fortgeführt.
Er erkannte, dass die geodätische Vermessung des Subkontinents mit einem flächendeckenden Netzwerk innerhalb eines überschaubaren Zeitraums nicht möglich war und stellte sie daher auf das gridiron genannte eiserne Raster um, bei dem nur Dreiecksserien entlang der Längen- und Breitengrade vermessen wurden, während die Zwischenräume anschließend durch einfachere topographische Vermessungen anderer Abteilungen des Survey of India ausgefüllt wurden, die zum großen Teil mit Hilfe von Messtischen erstellt werden konnten. Dieses Rastersystem dient in modernisierter Form dem Survey of India bis heute als Grundlage seiner Arbeiten.
Er führte die von Colonel Colby erfundenen Kompensationsstangen (compensation bars) ein, um die Länge von Basislinien mit höchstmöglicher Präzision und unabhängig von der Wärmeausdehnung der Stangen messen zu können. Er überwand die schwierigen Sichtverhältnisse im dunstigen Gangestal durch die Entwicklung von spiegelverstärkten Öllampen als Trigonometrische Punkte auf besonders konstruierten Vermessungstürmen, deren Lampenträger konstruktiv getrennt waren von den Beobachtungsplattformen.

## Ehrungen
George Everest wurde Mitglied der Royal Society (FRS – Fellow of  the Royal Society) (8. März 1827), Mitglied der Asiatic Society of Bengal in Kalkutta sowie Mitglied (Fellow) der Royal Astronomical Society, der Royal Asiatic Society of Great Britain and Ireland und der Royal Geographical Society.
Andrew Scott Waugh, sein Nachfolger als Leiter der Großen Trigonometrischen Vermessung und als Surveyor General of India, schrieb 1856 an seinen Stellvertreter Waugh in Kalkutta: „Von … Colonel George Everest habe ich gelernt, dass jedes geographische Objekt den Namen erhalten soll, den ihm die Menschen vor Ort gegeben haben. … Für diesen Berg … konnten wir aber keinen Namen ausfindig machen. … Zum ewigen Angedenken an den … Meister der präzisen geographischen Forschung schlage ich vor, … ihn ‚Mount Everest‘ zu nennen.“
So teilte er in einem Schreiben an die Royal Geographical Society vom 1. März 1856 mit, dass nach seinen Ermittlungen der intern bisher als Peak XV bezeichnete Gipfel mit 29.002 Fuß (8.840 m) über dem Meeresspiegel der höchste Gipfel des Himalaya und damit wohl der Welt sei und er ihn zu Ehren seines Vorgängers Mount Everest benannt habe.
In der Sitzung der Gesellschaft vom 11. Mai 1857 zeigte sich Everest geehrt und erhob Einwände nur, weil sein Name von der indischen Bevölkerung nicht ausgesprochen werden könne. Die Sitzung nahm Waughs Schreiben zustimmend zur Kenntnis.
Im Jahr 1861 wurde Everest zum Companion des Order of the Bath (C.B.) ernannt und wurde als Knight Bachelor in den Ritterstand erhoben.

## Schriften
- An Account of the Measurement of the Arc of the Meridian between the parallels of 18° 3' and 24° 7', being a continuation of the Grand Meridional Arc of India as detailed by the late Lieut.-Col. Lambton in the volumes of the Asiatic Society of Calcutta. London, 1830
- An Account of the Measurement of two Sections of the Meridional Arc of India, bounded by the parallels of  18° 3' 15'', 24° 7' 11'' and 29° 30' 48'' Conducted under the Orders of the Honourable East-India Company. London, 1847